# ファルナバゾス (提督)
ファルナバゾス（Φαρνάβαζος, ラテン文字転記: Pharnabazos、紀元前370年頃 - ？）は、アケメネス朝ペルシアの提督である。

## 略歴・人物
ファルナバゾスはペルシアの名門貴族アルタバゾスの子である。紀元前334年、ペルシアはマケドニア王アレクサンドロス3世による侵攻を受け、マケドニア軍はグラニコス川の戦いで小アジアの太守連合軍を破り、小アジアを席巻した。これに対し、ギリシア人だがペルシアに味方していた将軍メムノン（ファルナバゾスにとってはおじにあたる）はエーゲ海でマケドニアに対する海上反攻作戦の指揮を執った。しかし、紀元前333年にミュティレネ封鎖作戦を行っていた時にメムノンが没し、このためファルナバゾスはアウトプラダテスと共にその任を引き継いだ（総指揮はファルナバゾス）。そして、ファルナバゾスは紀元前386年に結ばれたアンタルキダスの和約を根拠としてミュティレネと協定を結んで同盟者とした。次いでファルナバゾスは外人傭兵部隊を率いてリュキアへと向い、メムノンの弟メントルの子テュモンダスに部隊を引き渡した後、別行動をとっていたアウトプラダテスと合流すると、将軍ダタメスを三段櫂船10隻と共にキュクラデス諸島へと派遣し、自らは100隻の艦隊を率いてテネドス島へと向い、ペルシアとの同盟に引き入れた。
紀元前333年のイッソスの戦いが起こった時、キオス島にいたファルナバゾスとアウトプラダテスはキオスに守備隊を置き、コスとハリカルナッソス（ハリカルナッソスは紀元前334年にマケドニア軍によって落とされていた）に艦隊の一部を派遣し、自らは100隻を率いてシプノス島とアンドロス島へと向かい、占領した。そこでイッソスでのペルシア軍の敗北とスパルタ王アギス3世がマケドニアに対する戦争を計画していることを知ると、ファルナバゾスはペルシアの敗北に乗じてキオスが動き出すのではないかと考えて12隻とギリシア人傭兵1500人を率いてキオスへと向い、一方アギスにはアウトプラダテスから10隻の船と軍資金として30タラントンが与えられた。キオスに着いたファルナバゾスは同地のマケドニア派を捕らえてアポロニデスとアナタゴラスに守備隊と共に引き渡した。ファルナバゾスの睨んだとおりテネドスがペルシアから離反してマケドニアに奪回され、キオスがマケドニアの提督ヘゲロコスの軍を引き入れていた。この時キオスでファルナバゾスはメテュムナの僭主アリストニコスによって捕らえられたが、見張りの目を盗んでコスへと脱走した。
それからアレクサンドロスが死ぬまでの期間ファルナバゾスの消息について歴史家たちは沈黙しているが、紀元前324年のスサでの共同結婚式でファルナバゾスの姉妹のアルトニスがエウメネスと結婚しており、アレクサンドロスに帰順したと考えるのが自然である。また、この縁があってかファルナバゾスは紀元前321年のヘレスポントスの戦いにエウメネスの部将として参加している。しかし、これより後にファルナバゾスがどうなったかは不明である。

## 註
1. ↑  アッリアノス, II. 1
2. ↑  アッリアノス, II. 2
3. ↑  クルティウス, IV. 1. 37
4. ↑  アッリアノス, II. 13
5. ↑  クルティウス, IV. 5. 15
6. ↑  アッリアノス, III. 2
7. ↑  クルティウス, IV. 5. 17
8. ↑  クルティウス, III. 2
9. ↑  アッリアノス, VII. 4
10. ↑  プルタルコス, 「エウメネス」, 7